# Celonites cyprius
Celonites cyprius är en stekelart som beskrevs av Henri Saussure 1854. Celonites cyprius ingår i släktet Celonites och familjen Masaridae. Utöver nominatformen finns också underarten C. c. smyrnensis.